# Osbaldo Lastra
Osbaldo Lupo Lastra García (Cantone di San Lorenzo, 12 giugno 1983) è un ex calciatore ecuadoriano, di ruolo centrocampista.

## Biografia
È fratello di Elio Lastra, anch'egli calciatore.

## Carriera

### Club
Ha cominciato a giocare nell'Atlético Jubones. Nel 2002 viene ceduto in prestito all'Audaz Octubrino. Rientrato dal prestito, viene acquistato a titolo definitivo dal Deportivo Quito. Nel 2005, dopo due stagioni al Deportivo Quito, viene ceduto a titolo temporaneo all'Audaz Octubrino. Rientra dal prestito e gioca un'altra stagione con il Deportivo Quito. Nel 2007 viene ceduto a titolo definitivo all'Aucas. Nel 2008 si trasferisce all'Universitario. Nel 2009 viene acquistato dal Deportivo Azogues, in cui milita fino al 2011. Nel 2011 si trasferisce al Macará, con cui gioca per due stagioni. Nel 2013 si trasferisce all'Emelec, con cui vince quattro volte il campionato ecuadoriano (2013, 2014, 2015, 2017).

### Nazionale
Con la nazionale ecuadoriana ha partecipato alla Copa América 2015, non superando la fase a gironi.

## Palmarès

### Club

#### Competizioni nazionali
- Campionato ecuadoriano: 4

Emelec: 2013, 2014, 2015, 2017